# Maringá
Maringá, amtlich portugiesisch Município de Maringá, ist eine Großstadt im  brasilianischen Bundesstaat Paraná der Região Sul. Sie wurde am 10. Mai 1947 gegründet und nach einem Generalbebauungsplan von Jorge de Macedo Vieira errichtet. Sie wurde nach einem brasilianischen Schlager gleichen Namens benannt.
Sie ist Sitz der 1998 gegründeten Metropolregion Maringá. Die Entfernung zu Hauptstadt Curitiba beträgt 436 km.
Maringá hatte im Volkszählungsjahr 2010 357.077 Einwohner, diese Maringaenser wurde zum 1. Juli 2021 auf 436.472 Personen geschätzt, die auf einer Fläche von rund 487 km² leben. Sie ist stark durch japanische, italienische, deutsche, portugiesische, polnische, spanische, ukrainische, arabische und jüdische Einwanderer geprägt.
Sie gilt als „Grüne Stadt“ und trägt den Städtespitznamen „Stadt des Liedes“. Maringá ist heute ein Handels- und Dienstleistungszentrum. Die Landwirtschaft ist für Maringá nach wie vor von grundlegender, aber weiter abnehmender Bedeutung, sie ist aufgefächert in den Anbau neben Kaffee von Mais, Weizen, Baumwolle, der Faserpflanze Ramie, Bohnen, Erdnüssen, Reis, Zuckerrohr und insbesondere Sojabohnen.

## Geographie

### Fläche und Lage

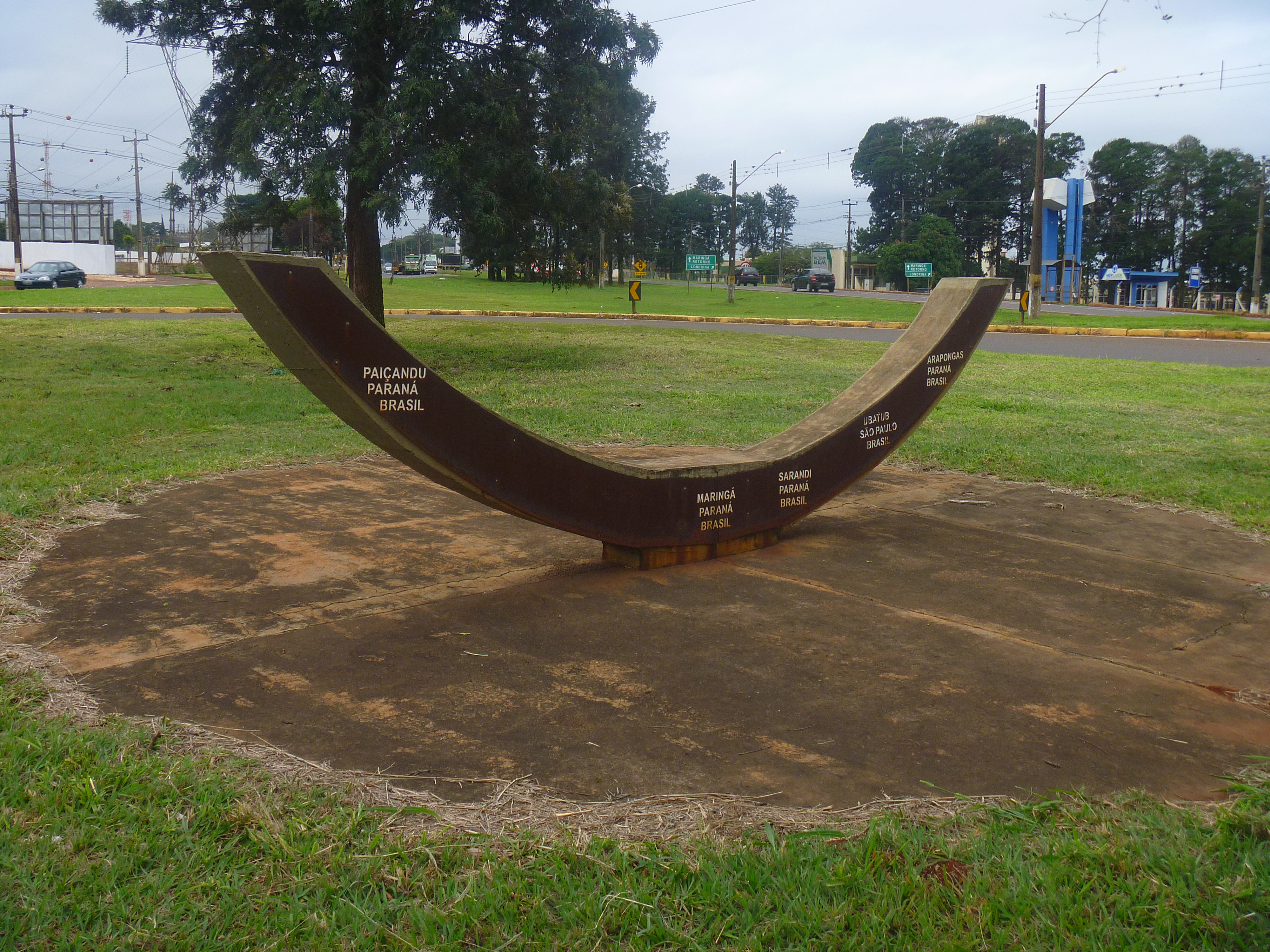
Markierung des Wendekreises des Steinbocks

Maringá liegt auf dem Terceiro Planalto Paranaense (der Dritten oder Guarapuava-Hochebene von Paraná). Durch das Munizip verläuft der südliche Wendekreis, der Wendekreis des Steinbocks. Seine Fläche beträgt 487 km². Es liegt auf einer Höhe von 515 Metern.

### Vegetation
Das Biom ist Mata Atlântica. Sie liegt auf der dritten paranaischen Hochebene (Terceiro Planalto Paranaense), der Boden ist fruchtbare Terra Roxa.

### Klima
Die Gemeinde hat tropisch gemäßigtes Klima, Cfb nach der Klimaklassifikation nach Köppen und Geiger. Die Durchschnittstemperatur ist 17,7 °C. Die durchschnittliche Niederschlagsmenge liegt bei 1276 mm im Jahr.
|                   | Jan  | Feb  | Mär  | Apr  | Mai  | Jun  | Jul  | Aug  | Sep  | Okt  | Nov  | Dez  |   |      |
| Temperatur (°C)   | 20,9 | 20,6 | 19,4 | 18,5 | 15,0 | 13,3 | 14,3 | 15,6 | 17,3 | 18,5 | 18,5 | 20,4 | Ø | 17,7 |
| Niederschlag (mm) | 162  | 142  | 117  | 92   | 97   | 85   | 56   | 45   | 82   | 140  | 98   | 160  | Σ | 1276 |

### Gewässer
Maringá liegt auf der Wasserscheide zwischen Ivaí und Pirapó. Der Ribeirão Morangueiro fließt nach Norden zum Pirapó, der die nördliche Grenze des Munizips bildet und in den Rio Paranapanema mündet. Der Ribeirão Pinguim fließt nach Süden zum Ribeirão Marialva, der in den Ivaí mündet.

### Straßen
- Rodovia do Café (BR-376) zwischen Apucarana und Paranavaí
- PR-317 zwischen Santo Inácio am Paranapanema und  Campo Mourão
- PR-323, die in Richtung Guaíra am Paraná führt.

### Flughafen
Der Flughafen in Maringá heißt Aeroporto Regional de Maringá Silvio Name Junior  (IATA: MGF, ICAO: SBMG).

### Nachbarmunizipien
| Mandaguaçu | Ângulo, Iguaraçu                            | Astorga  |
| Paiçandu   | Kompassrose, die auf Nachbargemeinden zeigt | Sarandi  |
|            | Floresta                                    | Marialva |

## Kommunalverwaltung
Die Exekutive liegt bei dem Stadtpräfekten (Bürgermeister). Bei der Kommunalwahl 2016 wurde Ulisses Maia des Partido Democrático Trabalhista (PDT) zum Stadtpräfekten für die Amtszeit von 2017 bis 2020 gewählt. Er wurde bei den Kommunalwahlen in Brasilien 2020, diesmal für den PSD, mit 103.010 oder 56,85 % der gültigen Stimmen für die Amtszeit von 2021 bis 2024 wiedergewählt.
Die Legislative liegt bei einem 19-köpfigen gewählten Stadtrat, den vereadores der Câmara de Vereadores.
Seit 1968 ist die Gemeinde in drei Verwaltungsbezirke geteilt: Distrito de Maringá (Munizipalsitz), Distrito de Floriano und Distrito de Iguatemi. Innerhalb der eigentlichen Stadtregion finden sich 75 kleinere Zonen und Stadtteile.

## Bevölkerungsentwicklung
Zum 18. Juli 1976 war ein „Schwarzer Frost“ aufgetreten, der geada negra, der die gesamten Kaffeepflanzungen in Paraná vernichtete, zwei Drittel der Landbevölkerung flüchtete in die Stadtregion oder zog weg. Auf die Stadt konzentrieren sich über 98 % der Bevölkerung, unter 2 % leben auf dem Land innerhalb der 487 km² Gemeindefläche.
| Jahr | Einwohner | Stadt   | Land   |
| --- | --------- | ------- | ------ |
| 1950 | 38.588    |         |        |
| 1960 | 104.131   | 47.592  | 56.539 |
| 1970 | 121.374   | 99.898  | 21.476 |
| 1980 | 168.232   | 160.652 | 7.580  |
| 1991 | 240.292   | 234.079 | 6.213  |
| 2000 | 288.653   | 283.978 | 4.675  |
| 2010 | 357.117   | 349.120 | 7.997  |
| 2021 | 436.472   | ?       | ?      |
| Hier fehlt eine Grafik, die leider im Moment aus technischen Gründen nicht angezeigt werden kann. Wir arbeiten daran! |           |         |        |

Quelle: IBGE (2011)

## Ethnische Zusammensetzung
Ethnische Gruppen nach der statistischen Einteilung des IBGE (Stand 2000 mit 288.653, Stand 2010 mit 357.117 Einwohnern):
| Gruppe      | Anteil 2000 | Anteil 2010 | Anmerkung                        |
| ----------- | ----------- | ----------- | -------------------------------- |
| Brancos     | 220.864     | ▲ 253.161   | Weiße, Nachfahren von Europäern  |
| Pardos      | 48.651      | ▲ 78.662    | Mischrassige, Mulatten, Mestizen |
| Pretos      | 7.839       | ▲ 11.720    | Schwarze                         |
| Amarelos    | 9.641       | ▲ 12.999    | Asiaten                          |
| Indígenas   | 549         | ▼ 535       | indigene Bevölkerung             |
| ohne Angabe | 1.109       | –           |                                  |

## Durchschnittseinkommen und Lebensstandard
Das monatliche Durchschnittseinkommen betrug 2017 den Faktor 2,7 des brasilianischen Mindestlohns (Salário mínimo) von R$ 880,00 (Einkommen umgerechnet für 2019: rund 538 € monatlich). Der Index der menschlichen Entwicklung (HDI) ist mit 0,808 für 2010 als sehr hoch eingestuft.
2017 waren 193.689 Personen oder 47,6 % der Bevölkerung als fest im Arbeitsverhältnis stehend gemeldet, 26,1 % der Bevölkerung hatten 2010 ein Einkommen von der Hälfte des Minimallohns.
Das Bruttosozialprodukt pro Kopf betrug 2018 44.442,52 R$, das Bruttosozialprodukt der Gemeinde belief sich 2018 auf 18.532.976,71 × Tsd. R$. Sie steht bezogen auf die Wirtschaftskraft an 4. Stelle der 399 Munizipien des Bundesstaates Paraná und an 50. Stelle der 5570 Munizipien Brasiliens.

## Bildung und Forschung
In Maringá befindet sich die Universidade Estadual de Maringá und das Centro Universitário de Maringá (Cesumar) als wichtigste höhere Bildungseinrichtungen.

### Analphabetenquote
Maringá hatte 1991 eine Analphabetenquote von 12 % (inklusive nicht abgeschlossener Grundschulbildung), die sich bei der Volkszählung 2010 bereits auf niedrige 4,1 % reduziert hatte. Rund 18,6 % der Bevölkerung waren 2010 Kinder und Jugendliche bis 15 Jahre.

## Sehenswürdigkeiten
Die wichtigsten touristischen Punkte in Maringá sind:
- die Kathedrale von Maringá (Catedral Basílica Menor de Nossa Senhora da Glória), fertiggestellt im Jahr 1972, welche mit 124 Metern Höhe zu den 20 höchsten Kirchen der Welt gehört und die höchste Kirche Südamerikas ist
- zwei sehenswerte Parks: der Parque do Ingá und der Parque das Grevíleas.

## Söhne und Töchter der Stadt
- Sônia Braga (* 1950), Schauspielerin
- Edmar Peron (* 1965), katholischer Bischof
- Sérgio Moro (* 1972), Bundesrichter und Justizminister
- Alessandro Santos, „Alex“ (* 1977), Fußballspieler
- Renato Rui (* 1979), Handballspieler
- Natália Falavigna (* 1984), Taekwondoin
- Marcelo Rodrigo Xavier (* 1988), Fußballspieler
- Marcelo Cirino (* 1992), Fußballspieler
- Gabriela Moreschi (* 1994), Handballspielerin
- Tábata de Carvalho (* 1996), Leichtathletin
- Ana Paula de Oliveira (* 1996), Hochspringerin
- Felipe Drugovich (* 2000), brasilianisch-italienischer Automobilrennfahrer
- Renan Gallina (* 2004), Sprinter